# كرايغ وليامز (فارس)
كرايغ وليامز (بالإنجليزية: Craig Williams)‏ هو فارس أسترالي، ولد في 23 مايو 1977.